# Jindřichov u Šumperka
Jindřichov (deutsch Heinrichsthal) ist eine Gemeinde in Tschechien. Sie liegt vier Kilometer nordöstlich von Hanušovice und gehört zum Okres Šumperk.

## Geographie
Jindřichov befindet sich westlich des Altvatergebirges am Übergang zum Goldensteiner Bergland im Tal des Flüsschens Branná. Nördlich erheben sich der Rudný vrch (Erzberg, 628 m) und der Peklo (Höllenberg, 649 m), im Nordosten der Losín (Hirschenstein, 726 m), östlich der Sklenský vrch (Orlich, 866 m) und Ucháč (Ohrenberg, 1008 m), im Süden der Kamenný kopec (Steinberg, 625 m), südwestlich der Hanušovický vrch (Buschberg, 658 m) und Šumný (611 m). Durch Jindřichov führt die Bahnstrecke Hanušovice–Głuchołazy, die Bahnstation trägt den Namen Jindřichov na Moravě.
Nachbarorte sind Pleče und Vikantice im Norden, Nové Losiny im Nordosten, Labe im Osten, Pusté Žibřidovice im Südosten, Potůčník im Süden, Hynčice nad Moravou und Hanušovice im Südwesten sowie Habartice im Nordwesten.

## Geschichte
Die älteste schriftliche Erwähnung auf dem Gebiet der Gemeinde stammt aus dem Jahre 1351 und betrifft den Ortsteil Habartice.
1862 errichtete Josef Abraham Winternitz im Tal der Branná an Stelle einer zu Wüst Seibersdorf gehörigen Mühle eine Papierfabrik. Die neben der Fabrik entstandene Werkssiedlung Heinrichsthal wurde Ende 1862 erstmals in Urkunden des Bezirksamtes Wiesenthal aufgeführt. Die zu beiden Seiten des Flüsschens gelegenen Häuser gehörten teils zum Kataster von Wüst Seibersdorf und teils zu Platsch. Die Fabrik wurde 1867 unter dem Namen Heinrichsthaler Papierfabrik AG in eine Aktiengesellschaft umgewandelt. 1888 erhielt Heinrichsthal eine Bahnstation an der Eisenbahn von Hannsdorf nach Bad Ziegenhals. Im Jahre 1900 lebten in der Kolonie Heinrichsthal 333 Menschen. In den 1920er Jahren beschäftigte die Fabrik 750 Arbeiter. Nach dem Münchner Abkommen wurde der Ort 1938 dem Deutschen Reich zugeschlagen und gehörte bis 1945 zum Landkreis Mährisch Schönberg. Nach dem Zweiten Weltkrieg wurden die deutschen Bewohner vertrieben.
1949 wurde die politische Gemeinde Jindřichov na Moravě gebildet und Pusté Žibřidovice mit den Ortsteilen Potůčník und Sklená eingemeindet. In der Gemeinde lebten im Jahr 1950 322 Menschen in 77 Häusern. Für die Beschäftigten der Papierfabrik entstanden 1951 in Jindřichov die neuen Einfamilienhaussiedlungen Kozmálov und Rakousko.
Potůčník wurde 1953 wieder ausgegliedert und an Hanušovice angeschlossen. 1961 errichtete die Papierfabrik die neue Wohnsiedlung Nová Kolonie. 1968 erfolgte die Eingemeindung von Habartice mit Pleče und Rudkov. Bis zur Einstellung der Zelluloseproduktion im Jahr 1975 verursachte die Papierfabrik größere Umweltschäden. Im Jahre 1976 wurde auch die Gemeinde Nové Losiny einschließlich Františkov, Josefová und Labe angeschlossen, zugleich kam auch Pekařov, das zuvor zu Bukovice gehört hatte, hinzu. Dadurch wuchs die Gemeinde auf 4850 Hektar an und hatte zu Beginn der 1980er Jahre 1472 Einwohner. Im Ortsteil Jindřichov lebten 1991 924 Menschen in 133 Häusern, insgesamt hatte die Gemeinde 1306 Einwohner. Größtes Unternehmen war die Papierfabrik Olšanské papírny a.s. závod Jindřichov.

## Gemeindegliederung
Die Gemeinde Jindřichov besteht aus den Ortsteilen Habartice (Ebersdorf), Jindřichov (Heinrichsthal), Nové Losiny (Neu Ullersdorf) und Pusté Žibřidovice (Wüst Seibersdorf), den Ansiedlungen Františkov (Franzenthal), Labe (Elbe), Pekařov (Beckengrund), Pleče (Platsch) und Rudkov (Erzberg) sowie den Wüstungen Josefová (Neu Josefsthal) und Sklená (Glasdorf).

## Sehenswürdigkeiten
- barocke Kirche des hl. Isidor in Nové Losiny, erbaut 1711–1714
- Kirche der Unbefleckten Empfängnis Mariä in Habartice, die seit 1351 nachweisbare Kirche erhielt ihre heutige Gestalt beim Umbau von 1842
- Kirche der hl. Maria Magdalena in Pusté Žibřidovice, errichtet 1735
- Kirche Mariä Himmelfahrt in Pekařov, klassizistischer Bau aus dem Jahre 1826
- Reste der Feste Pleče